# Full Tilt Poker

logo de Full Tilt Poker

Full Tilt Poker est une salle de poker en ligne, active de juillet 2004 à mai 2016, soutenue par une équipe de joueurs professionnels. C'est la seconde plus importante salle de poker en ligne, après PokerStars.
Elle a été fermée en 2011 après le "Black Friday", rachetée et relancée par PokerStars en 2012, puis définitivement fermée en 2016 , après le rachat en 2014 de l'ensemble des actifs de Rational Group, propriétaire de PokerStars et de Full Tilt, par le groupe Amaya.

## Historique
La première main a été jouée en ligne en juillet 2004. Full Tilt Poker a été la deuxième salle de poker en ligne la plus fréquentée dans le monde[source insuffisante].
Full Tilt Poker lance le 2 mars 2009 la Full Tilt Academy, qui regroupe des professionnels du poker chargés de transmettre leur expertise et de faire partager l’esprit du jeu de poker.
En juillet 2010 la salle obtient son agrément sur le marché français nouvellement régulé mais ne rencontre pas le succès escompté.
Le 15 avril 2011, Full Tilt Poker est bloqué par la justice américaine pour fraude bancaire, blanchiment d'argent et organisation illégale de jeux d'argent.
Le 29 juin 2011, les serveurs de Full Tilt Poker répondent aux abonnés absents. En effet, l'Alderney Gambling Control Commission (en) a révoqué la licence de Full Tilt Poker avec effet immédiat. Les joueurs ne peuvent plus s'inscrire, jouer, déposer ni retirer des fonds. C'est la conséquence directe du black friday et des accusations portées par le FBI.
Le 4 juillet 2011, l'Arjel retire sa licence française accordée à l'opérateur, laissant des milliers de joueurs perdre la bankroll qu'ils avaient cumulée sur le site, ce qui vaut des attaques en règle contre l'Arjel dont les joueurs français avaient mis en doute la capacité à être efficace dans un tel cas.
Le 20 septembre 2011, le procureur de New York, Preet S. Bharara, déclare : « Full Tilt n'était pas une entreprise de poker en ligne, c'était un système de Ponzi ». Les dirigeants sont accusés d'avoir ainsi détourné des fonds versés par les nouveaux joueurs, afin notamment d'alimenter leur bankroll. Ainsi, Howard Lederer et Chris Ferguson sont suspectés d'avoir touché respectivement trente et dix-huit millions d'euros,.
Mi-2012, la salle de jeu en ligne est toujours fermée et en attente d'un éventuel rachat. Le groupe Bernard Tapie, un moment pressenti pour le rachat, n'a pas abouti.
En juillet 2012, Full Tilt Poker est racheté par Pokerstars.  La réouverture du site a lieu le 6 novembre 2012. Fin janvier 2012, les joueurs français ayant perdu les mises à la suite de la fermeture soudaine du site ont reçu un dédommagement, et aux États-Unis, 82 millions de dollars ont été restitués aux utilisateurs du site,.
En avril 2013 l'ancien PDG, Raymond Bitar plaide coupable d'organisation de jeux illégaux et de tentative de fraude. Il a été condamné à la durée de sa détention préventive et a renoncé à 40 millions de dollars d'actifs. Le juge a indiqué que la clémence de la peine (en terme d'emprisonnement) était liée à la situation de santé du prévenu.

## Les joueurs professionnels Full Tilt

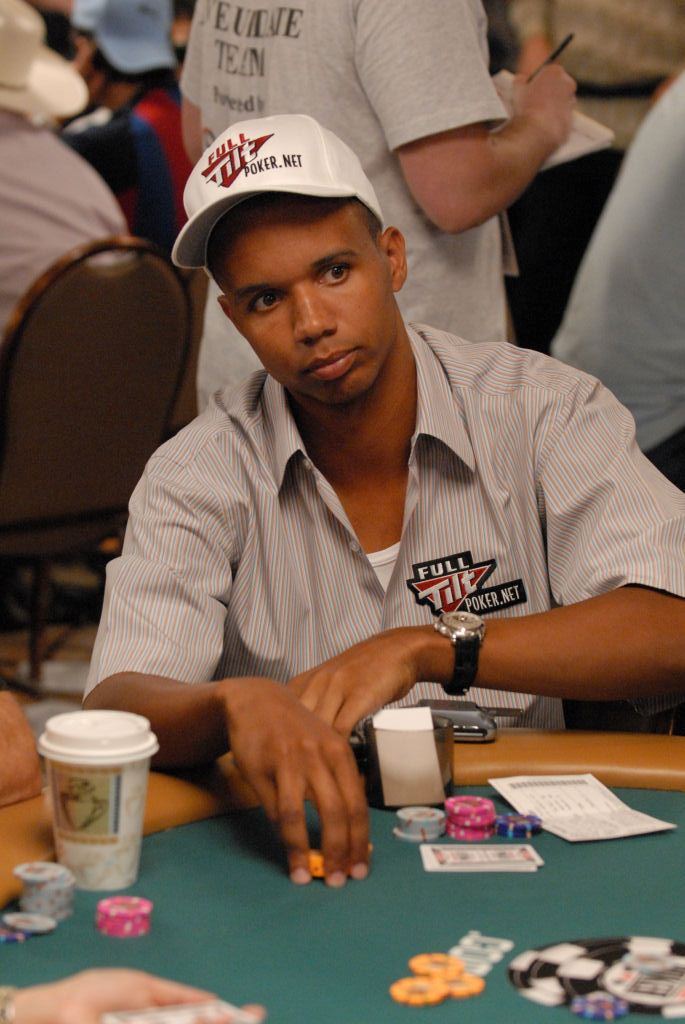
Phil Ivey en 2007, aux "World Series of Poker", sponsorisé par Full Tilt

### L'équipe des quatorze pros
Full Tilt Poker sponsorise de grands joueurs professionnels mondiaux : Chris Ferguson, Phil Ivey, Howard Lederer, Jennifer Harman, Erick Lindgren (en), Erik Seidel, Andy Bloch, Phil Gordon, John Juanda, Mike Matusow, Gus Hansen, Allen Cunningham, Patrik Antonius, Tom Dwan et depuis le 1er mai 2010 Annette Obrestad (annette_15).
Lederer et Ferguson sont mis en examen. L'acte d'accusation les suspecte d'avoir utilisé les fonds placés par les nouveaux inscrits sur le site pour financer les tournois auxquels ils participaient,.

### L’équipe complète
L’équipe compte cent soixante-dix joueurs professionnels et totalise trente-sept titres de champions du monde (bracelets WSOP). Les plus célèbres joueurs professionnels européens sont le Danois Gus Hansen et le Finlandais Patrik Antonius, ainsi que le professionnel français David Benyamine, reconnu sur le circuit international et seul Français avec Bertrand Grospellier à avoir remporté un tournoi du World Poker Tour et un bracelet WSOP.